# Цітаішвілі Георгій Климентійович
Гео́ргій Климе́нтійович Цітаішві́лі (нар. 18 листопада 2000, Рішон-ле-Ціон, Ізраїль) — український (до 2021 року) та грузинський футболіст, півзахисник київського «Динамо» та збірної Грузії. Переможець молодіжного чемпіонату світу 2019 року в складі збірної України U-20. Грав за молодіжну збірну України. Майстер спорту України міжнародного класу (2019).

## Клубна кар'єра
Народився в Ізраїлі, де його батько, грузинський футболіст Климентій Цітаішвілі, в той час виступав за ізраїльський футбольний клуб «Хапоель» (Рішон-ле-Ціон). Змалку брав приклад з батька, тому хотів стати футболістом. Уже у віці трьох років, коли його батько перейшов у кіпрський «Анортосіс», Георгій почав робити перші кроки у футболі. Тоді граючим тренером «Анортосіса» був Темурі Кецбая, і батько брав Георгія з собою на тренування.
Коли Георгію було 11 років, він потрапив на перегляд у футбольну академію «Барселони», «Ла Масію». Перегляд пройшов успішно, юнака готові були зарахувати в академію, але хлопцям його віку не дозволяли жити на тренувальній базі «Барси». Темурі Кецбая тоді порадив батькові футбольну академію київського «Динамо». У Києві Георгія теж прийняли, з проживанням проблем не було. Його зарахували в групу до Юрія Петровича Єськіна. Але стабільно грати почав, коли його тренером став Олексій Євгенович Дроценко. Він першим почав довіряти Георгію місце в основному складі.
Перший професійний контракт з київським «Динамо» підписав 31 грудня 2016 року. Цітаішвілі сказав, що це найкращий подарунок до Нового року. З початку 2017 року виступав за юнацьку команду «Динамо» U-19, ставши того року юнацьким чемпіоном України. З наступного сезону 2017/18 Георгія залучали до матчів молодіжної команди «Динамо» U-21, а також виступав за команду в Юнацькій лізі УЄФА, де динамівці поступились італійському «Інтернаціонале».
9 травня 2018 року у віці 17 років дебютував за дорослу команду, вийшовши на заміну на 86-й хвилині замість Беньяміна Вербича у фінальному матчі Кубка України з «Шахтарем», проте київська команда зазнала поразки 0:2 і не здобула трофей. 13 грудня 2018 року дебютував у Лізі Європи у матчі проти чеського клубу «Яблонець». 25 лютого 2019 року дебютував у українській Прем'єр-лізі у матчі проти луганської «Зорі».
20 грудня 2020 року, головний тренер полтавської «Ворскли» Юрій Максимов анонсував, що Цітаішвілі приєднається до його команди на правах оренди. 24 грудня 2020 року офіційний сайт «Динамо» підтвердив цей перехід. 14 лютого 2021 року, відзначився голом у своєму дебютному матчі за «Ворсклу», проти львівського «Руха» (1:1).

## Збірні України та Грузії
Виступав за юнацькі збірні України. 15 червня 2019 року став переможцем молодіжного чемпіонату світу 2019 року в складі збірної України U-20, забивши у фіналі третій гол у ворота збірної Південної Кореї, що став заключним на турнірі. Грав за молодіжну збірну України.
2 вересня 2021 року провів свій дебютний матч у складі збірної Грузії проти збірної Косова.

## Статистика

### Клубна статистика
Станом на 26 червня 2022 року
| Команда                | Сезон             | Чемпіонат         | Чемпіонат | Чемпіонат | Кубок країни | Кубок країни | Кубок країни | Континентальні кубки | Континентальні кубки | Континентальні кубки | Інші змагання | Інші змагання | Інші змагання | Усього | Усього |
| Команда                | Сезон             | Ліга              | Ігор      | Голів     | Ліга         | Ігор         | Голів        | Ліга                 | Ігор                 | Голів                | Ліга          | Ігор          | Голів         | Ігор   | Голів  |
| ---------------------- | ----------------- | ----------------- | --------- | --------- | ------------ | ------------ | ------------ | -------------------- | -------------------- | -------------------- | ------------- | ------------- | ------------- | ------ | ------ |
| «Динамо (Київ)»        | 2017/2018         | УПЛ               | 0         | 0         | КУ           | 1            | 0            | —                    | —                    | —                    | СК            | 0             | 0             | 1      | 0      |
| «Динамо (Київ)»        | 2018/2019         | УПЛ               | 5         | 0         | КУ           | 0            | 0            | ЛЄ                   | 1                    | 0                    | СК            | 0             | 0             | 6      | 0      |
| «Динамо (Київ)»        | 2019/2020         | УПЛ               | 10        | 0         | КУ           | 1            | 0            | ЛЄ                   | 1                    | 0                    | СК            | 1             | 0             | 13     | 0      |
| «Динамо (Київ)»        | 2020/2021         | УПЛ               | 4         | 0         | КУ           | 0            | 0            | ЛЧ                   | 0                    | 0                    | СК            | 0             | 0             | 4      | 0      |
| Всього Динамо          | Всього Динамо     | Всього Динамо     | 19        | 0         | —            | 2            | 0            | —                    | 2                    | 0                    | —             | 1             | 0             | 24     | 0      |
| «Ворскла» (оренда)     | 2020/2021         | УПЛ               | 4         | 1         | КУ           | 0            | 0            | —                    | —                    | —                    | —             | —             | —             | 4      | 1      |
| «Чорноморець» (оренда) | 2021/2022         | УПЛ               | 13        | 1         | КУ           | 2            | 0            | —                    | —                    | —                    | —             | —             | —             | 15     | 1      |
| «Вісла» (оренда)       | 2021/2022         | ЕК                | 7         | 1         | КП           | 0            | 0            | —                    | —                    | —                    | —             | —             | —             | 7      | 1      |
| Всього за кар'єру      | Всього за кар'єру | Всього за кар'єру | 43        | 3         | —            | 4            | 0            | —                    | 2                    | 0                    | —             | 1             | 0             | 50     | 3      |

### Матчі за збірну
Станом на 29 березня 2022 року
| Дата       | Місто    | Господарі            | Результат | Гості      | Турнір            | Голи | Примітки |
| ---------- | -------- | -------------------- | --------- | ---------- | ----------------- | ---- | -------- |
| 02-09-2021 | Батумі   | Грузія               | 0 – 1     | Косово     | Відбір до ЧС 2022 | -    |          |
| 08-09-2021 | Софія    | Болгарія             | 4 – 1     | Грузія     | товариський матч  | -    | 70'      |
| 12-10-2021 | Приштина | Косово               | 1 – 2     | Грузія     | Відбір до ЧС 2022 | -    | 72'      |
| 11-11-2021 | Батумі   | Грузія               | 2 – 0     | Швеція     | Відбір до ЧС 2022 | -    | 70'      |
| 15-11-2021 | Горі     | Грузія               | 1 – 0     | Узбекистан | товариський матч  | -    | 71'      |
| 25-03-2022 | Зениця   | Боснія і Герцеговина | 0 – 1     | Грузія     | товариський матч  | -    | 63'      |
| 29-03-2022 | Тирана   | Албанія              | 0 – 0     | Грузія     | товариський матч  | -    |          |
| Усього     |          | Матчів               | 7         |            | Голів             | 0    |          |

## Досягнення
- Чемпіон світу U-20: 2019
- Володар Кубка України: 2019/20
- Володар Суперкубка України: 2019

## Нагороди
- Орден «За заслуги» III ст. (2019)[15]